# Klausenpass
Klausenpass – przełęcz w Alpach Glarneńskich położona na wysokości 1952 m n.p.m. Leży w Szwajcarii, w kantonie Uri, blisko granicy z kantonem Glarus. Przełęcz ta łączy Altdorf w kantonie Uri na zachodzie z Linthal w kantonie Glarus na wschodzie. 

## Galeria

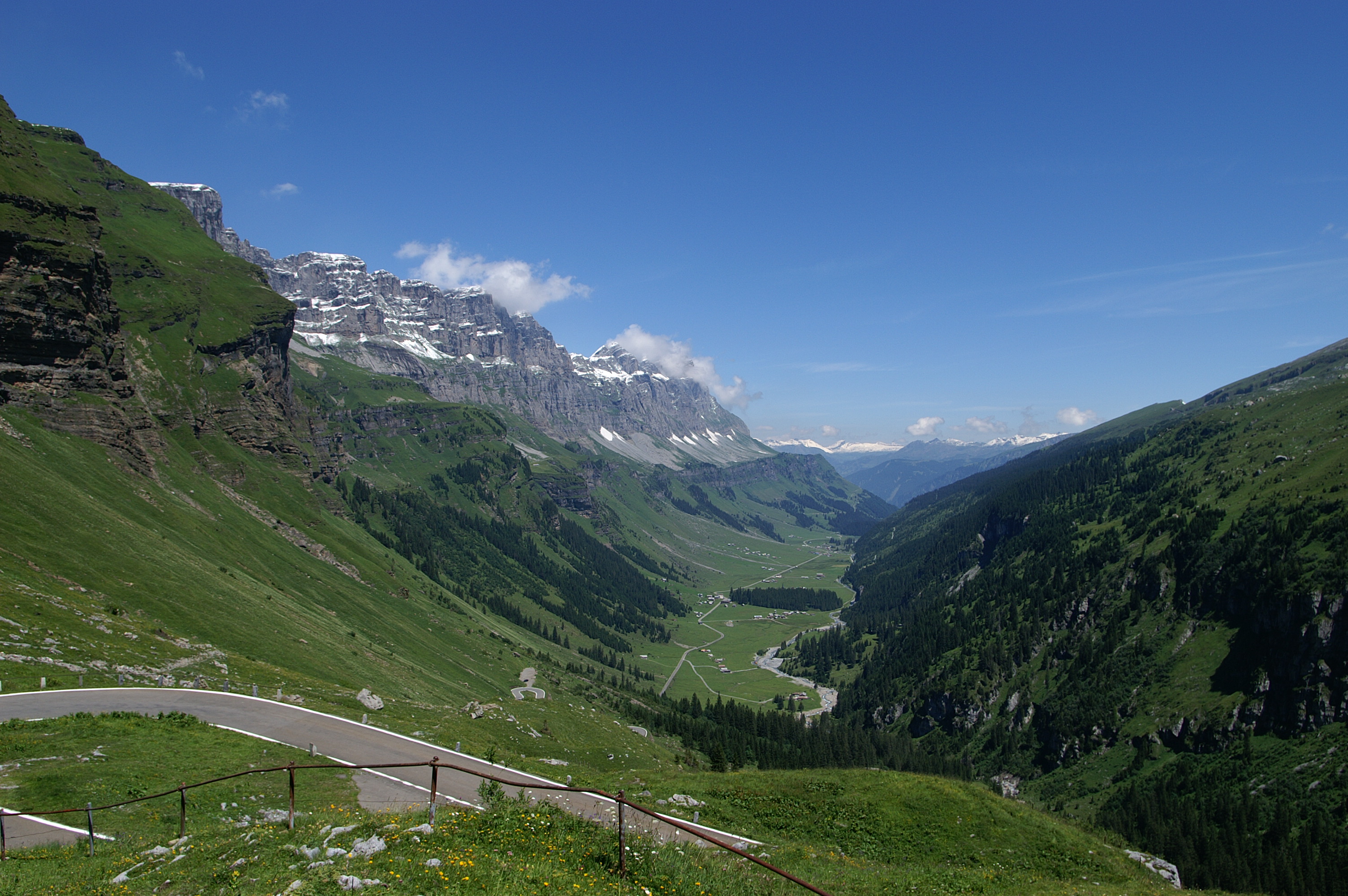
Widok z w kierunku Linthal
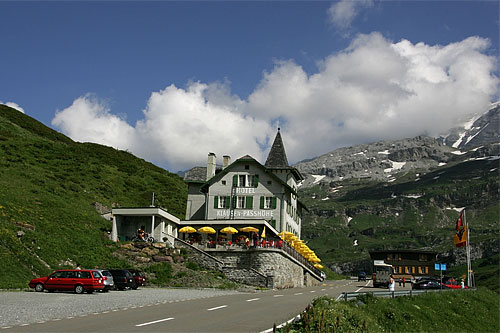
Hotel Klausen na przełęczy
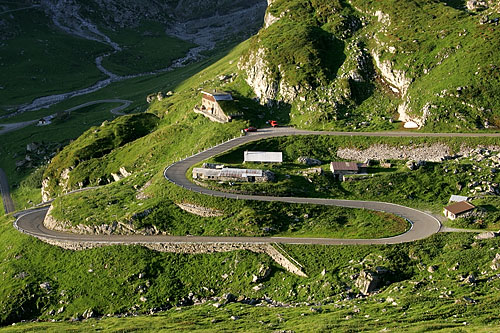
Droga na przełęcz
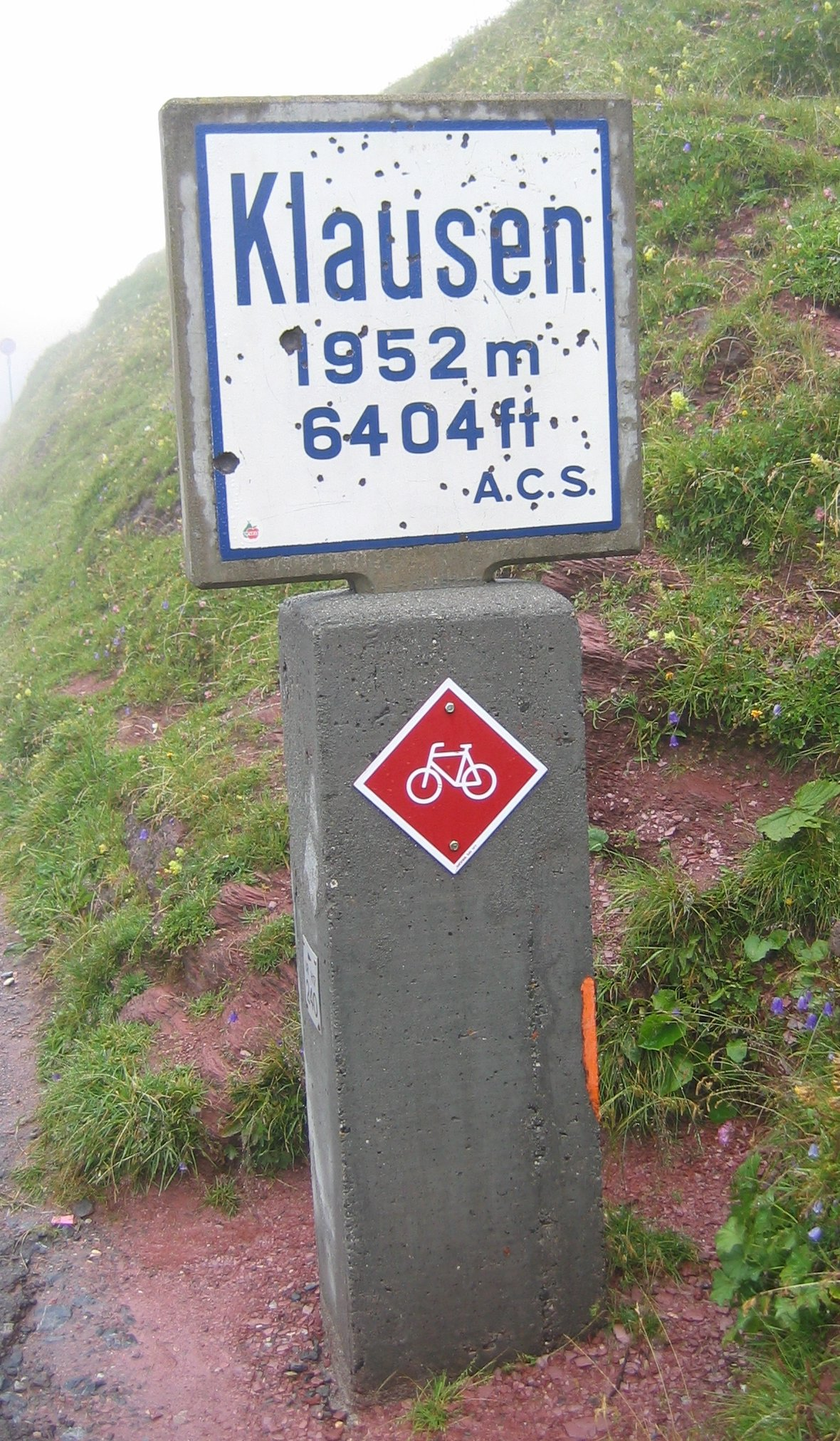
Znak informacyjny